# Mordella bistrinotata
Mordella bistrinotata là một loài bọ cánh cứng trong họ Mordellidae. Loài này được Píc miêu tả khoa học năm 1928.